# Isar (kommunhuvudort)
Isar är en kommunhuvudort i Spanien.   Den ligger i provinsen Provincia de Burgos och regionen Kastilien och Leon, i den norra delen av landet, 220 km norr om huvudstaden Madrid. Isar ligger 836 meter över havet och antalet invånare är 382.
Terrängen runt Isar är huvudsakligen platt. Isar ligger nere i en dal. Runt Isar är det glesbefolkat, med 17 invånare per kvadratkilometer. Närmaste större samhälle är Burgos, 18,9 km öster om Isar. Trakten runt Isar består till största delen av jordbruksmark.